# Vít Janeček
Vít Janeček (* 23. února 1970 Nové Město na Moravě) je český režisér, scenárista, producent, publicista a pedagog.

## Život
Vystudoval filmovou historii na Katedře filmových studií Filozofické fakulty Univerzity Karlovy v Praze a Katedru dokumentární tvorby na FAMU. V průběhu 90. let byl dramaturgem a kurátorem (např. Roxy, Mezinárodní festival Karlovy Vary, Divadlo Archa). Během studií se etabloval jako dokumentární režisér, jehož filmy získávaly ocenění na českých i zahraničních festivalech. Mezi lety 2002 až 2017 působil na FAMU jako pedagog. Založil zde Centrum audiovizuálních studií (CAS), později se podílel také na vytvoření anglického programu FAMU International. V roce 2017 mu nebyla prodloužena smlouva tehdejším děkanem Zdeňkem Holým, o půl roku jej byl Holý nucen přijmout zpět, z FAMU nicméně odešel z vlastního rozhodnutí v roce 2020. V roce 2023 společně se svou ženou Zuzanou Piussi, ekonomkou Vierou Hladišovou a režisérem Václavem Kadrnkou převzali provoz pražského kina Atlas.

## Tvorba
Filmové tvorbě se věnuje jako režisér, scenárista i producent. Zabývá se také filmovou teorií dokumentárního filmu, o které příležitostně také publikuje. Společně se svojí ženou Zuzanou Piussi založil v roce 2014 produkční společnost D1film, která produkuje jejich filmy i filmy jiných dokumentaristů. Jako režisér se prosadil jak sociálně angažovanými filmy (Závod ke dnu, Selský rozum), tak poetickou tvorbou (Ivetka a hora). V letech 2013–2021 připravoval dramaturgii magazínu zaměřeného na studentskou tvorbu s názvem Průvan pro ČT Art.[zdroj?]

## Filmografie

### Režisér
- 1994 – Rodina v poušti
- 1997 – V centru filmu, v teple domova (spolu s Petrem Markem, 48 min.)
- 2000 – Houba (2000, 57 min.)
- 2000 – Bitva o život (spolu s Miroslavem Jankem a Romanem Vávrou, 88 min)
- 2004 – Pravidla hry – vymezení prostoru
- 2008 – Dějiny Jaroslava Šabaty
- 2008 – Dobrodružství Anny Barbory – Mezihra
- 2008 – Ivetka a hora
- 2010 – Skvělá příležitost
- 2011 – Závod ke dnu
- 2013 – Léčba dějin
- 2017 – Selský rozum (spolu se Zuzanou Piussi)
- 2019 – Obléhání města (spolu se Zuzanou Piussi)
- 2019 – University a svoboda (spolu se Zuzanou Piussi)

### Producent
- 2004 – Pravidla hry – vymezení prostoru (r. Vít Janeček, 98 min., p. Negativ + Vít Janeček)
- 2008 – Dobrodružství Anny Barbory – Mezihra (r. Vít Janeček, 57 min., p. Vít Janeček)
- 2010 – Skvělá příležitost (r. Vít Janeček, 63 min., p. Vít Janeček + IOM)
- 2011 – Závod ke dnu (r. Vít Janeček, 83 min., p. ČT + Vít Janeček)
- 2014 – Mnich (r. The Maw Naing, ČR-Barma, 93 min., p: FAMU + One Point Zero + ČT)
- 2014 – Přímý přenos (r. Zuzana Piussi, p: D1film)
- 2016 – Těžká volba (r. Zuzana Piussi, p: D1film + Punkchart films)
- 2017 – Selský rozum
- 2019 – Obléhání města (spolu se Zuzanou Piussi)
- 2019 – University a svoboda
- 2019 – Ukradený stát (r. Zuzana Piussi, p: Ultrafilm + D1film)
- 2020 – 500 plošin (r. Andrea Slováková)
- 2021 – Bydlet proti všem (r. Tomáš Hlaváček)
- 2021 – Láska pod kapotou (r. Miro Remo)
- 2021 – Očista (r. Zuzana Piussi)
- 2022 – Zešílet (r. Zuzana Piussi)
- 2023 – Olympijský mezičas (r. Haruna Honcoop)
- 2024 – Pachová stopa (r. Zuzana Piussi)